# La camorra
La camorra è una suite di tre movimenti per ensemble di tango composta da Astor Piazzolla. Ispirata all'omonima organizzazione criminale napoletana, rappresenta una delle più impegnative composizioni dell'autore. Registrata a New York nel 1987, ad essa Piazzolla si riferì come "la cosa più bella che ho fatto", anche se non è chiaro se si riferisse alla composizione o alla performance.